# Eduard Peričić
Mons. dr. Eduard Peričić (Sukošan, 31. prosinca 1935. – Zadar, 8. ožujka 2018.) - hrvatski crkveni povjesničar, svećenik, doktor humanističkih znanosti.
Crkveni povjesničar mons. dr. Eduard Peričić, rođen je u Sukošanu 31. prosinca 1935., od oca Branimira i majke Anke rođene Dijan. Zaređen je u Zadru 29. lipnja 1963. godine, mladu misu održao je u matičnoj crkvi sv. Kasijana. Godine 1965. diplomirao je povijest na Filozofskom fakultetu u Zadru, 1979. doktorirao humanističke znanosti iz područja povijesti na Filozofskom fakultetu u Zadru.
Sukošanskom župniku don Andriji Raspoviću prvotno je dvije godine bio pomoćnik. Potom je tri godine poslužitelj Murvice. U međuvremenu je i profesor društvenih nauka u Nadbiskupskoj srednjoj školi u Zadru. Čak je 29 godina upravitelj Petrčana, od 1968. do 1997. godine. Godine 1972. postaje članom Međunarodnog društva skotista; 1985. godine redoviti član Međunarodne papinske Marijanske akademije; 1985. pročelnik Dijecezanskog vijeća za kulturu; 1999. iz zdravstvenih razloga umirovljen. Od 1992. do 2009. predavač crkvene povijesti na Visokoj teološko katehetskoj školi u Zadru; 2002. kapelan Svetog Oca.

## Značajnija djela
- Sclavorum regnum Grgura Barskog (Ljetopis popa Dukljanina) (1991.)
- Starohrvatski grad Nin (1994.)
- Hrvatski kraljevi: zlatno doba hrvatske povijesti (1999.)
- Čudesnost marijanskih hodočašća: povijesni i liturgijski vodič kroz hrvatska marijanska svetišta (koautor B. Škunca, 2001.)
- U Međugorju Gospa: uz 20. obljetnicu ukazanja (2002.)
- Pape i Hrvati (2003.)
- Povijest i vjera roda moga hrvatskoga (2003.)
- Gospina prisutnost u Međugorju (2004.)
- Sveta Stošija: uz 1700. godišnjicu njezina mučeništva (2005.)
- Crkveni pastiri o Međugorju (2007.)[2]

Priredio: 
- Zadarski sveci zaštitnici i bogata spomenička baština